# 東海テレビ事業
東海テレビ事業株式会社（とうかいテレビじぎょう、TOKAI TV Enterprise Co.,Ltd.）は、愛知県名古屋市東区に本社を置く企業。

## 概要
東海テレビ放送の子会社でイベントの企画や運営、広告代理店業務、旅行代理店業務、OA機器やカレンダーの販売、テレビショッピング『リビング一番本舗』の放映、Web通販事業など多岐に渡る業務を行っている。

## 沿革
- 1961年（昭和36年）5月2日 - 東海プロモーション株式会社として設立[3]。
- 1962年（昭和37年）5月 - 東海テレビ事業株式会社に商号を変更[3]。

## 関連会社
- 東海テレビ放送株式会社[4]
- 株式会社東海放送会館[4]
- 株式会社東海テレビプロダクション[4]
- 株式会社ユニモール[4]